# Пер Крістіан Бротвейт
Пер Крістіан Ворре Бротвейт (норв. Per Kristian Worre Bråtveit, нар. 15 лютого 1996, Гаугесунн, Норвегія) — норвезький футболіст, воротар шведського клубу «Юргорден» та національної збірної Норвегії.
На правах оренди грає у французькому клубі «Нім».

## Клубна кар'єра
Пер Крістіан Бротвейт народився у місті Гаугесунн і є вихованцем місцевого клубу «Гаугесун». У червні 2014 року він зіграв перший матч в основі у турнірі Тіппеліги. З того часу за п'ять сезонів Бротвейт провів в команді понад сто матчів.
На початку 2019 року воротар підписав контракт зі шведським клубом «Юргорден» і 2 квітні дебютував у Аллсвенскан. Того ж сезону воротар разом з клубом виграв національний чемпіонат. Але надалі Пер Крістіан не зумів закріпитися в основі і на початку 2021 року відправився в оренду у нідерландський «Гронінген». Та до кінця сезону в Ередивізі Бротвейт не зіграв жодного матчу і перед початком сезону 2021/22 відправився у нову оренду. Цього разу у французький «Нім» з Ліги 2.

## Збірна
З 2014 по 2018 роки Пер Крістіан Бротвейт виступав у складі молодіжної збірної Норвегії. У листопаді 2020 року у матчі Ліги націй проти команди Австрії Бротвейт дебютував у національній збірній Норвегії.

## Досягнення
Юргорден
 Чемпіон Швеції: 2019